# UBR
«UBR» (англ. Ukrainian Business Resource — Український Бізнес Ресурс) — закритий український телеканал, присвячений бізнесу. В етері були економічні новини в Україні і світі, інтерв'ю з першими особами українського бізнесу, експрес-інформація про тенденції ринку у вигляді інформерів: курси валют від НБУ, динаміка цін на нафту, золото і безліч іншої інформації.

## Історія
«UBR» почав працювати у 2008 році як інтернет-портал. Повноцінне супутникове мовлення розпочалося 2009 року. 
З червня 2013 року телеканал входив до складу медіахолдингу «Вести Україна».
У 2015 році телеканал посилив свій інформаційний блок шляхом введення оперативних online трансляцій з місць подій, збільшення частоти трансляцій новинних блоків, які оновлювалися в режимі реального часу і виходили кожні 30 хвилин.
28 грудня 2016 року стало відомо, що з 1 січня 2017 року телеканал UBR припиняє мовлення. 29 грудня медіахолдинг «Вести Украина» повідомив, що ухвалив рішення припинити мовлення телеканалу UBR через економічну ситуацію в Україні, «упередженість до ліцензійних активів холдингу» та «необґрунтовані претензії Нацради».

## Програми
- Новини — кожні 30 хвилин, у випусках ― лише оперативна інформація і аналіз головних тем та подій дня
- Без коментарів
- Країна live — програма, в якій піднімалися найскладніші питання, які турбували людей
- Моменти тижня — недільна ротація серії сюжетів, що відображують зміни в країні та світі протягом тижня
- Радіо «Вести» («Точка Зрения», «Тема Калныша», «Максимум Мнений», «Деньги Блинова», «Мужчина и Женщина», «Большое Интервью»)
- Автоманія
- Техноманія
- Масштабні трагедії
- Топ ЮТУБ
- Спорт
- Футбол
- Огляд преси
- Погода
- Ділові події — програма про важливі, ексклюзивні, актуальні і резонансні теми, коментарі, прогнози, матеріали-поради, життєві матеріали
- Прямі етери різних подій — трансляції із засідань Верховної Ради України, Кабінету Міністрів України, штабу ВСУ, прес-конференцій, подій, мітингів тощо

## Логотипи
Телеканал змінив 4 логотипи.
| Логотип | Опис |
| ------- | --- |
|         | З 2 березня до 24 червня 2009 року логотипом були три помаранчеві прямокутники, в яких вписані літери «У», «Б», «Р». Логотип знаходився у правому верхньому куті екрана. |
|         | З 24 червня 2009 до 19 квітня 2013 року використовувався схожий логотип: три квадрати, в яких вписані літери «U», «B», «R». З 24 червня 2009 до 28 березня 2011 року квадрати були помаранчевого кольору, а логотип знаходився у правому верхньому куті. 3 29 березня 2011 до 19 квітня 2013 року квадрати були жовтогарячого кольору, а під ними чорний напис «УКРАЇНСЬКИЙ БІЗНЕС РЕСУРС». Логотип перемістився у лівий верхній кут. |
|         | З 19 квітня до 22 жовтня 2013 року використовувався логотип, схожий до попереднього, але жовтогарячі квадрати замінено блідо помаранчевими паралелограмами, а в літер змінився шрифт. Знаходився там само. |
|         | З 12 січня 2015 до 31 грудня 2016 року логотипом було біле слово «UBR» із червоними контурами. Логотип став напівпрозорий. |

## Досягнення
- 2010 рік — Премія «Media&Sat Leaders» у номінації «Канал деловых новостей»
- Грамота Міністерства економіки України
- 2013 рік — премія «Человек года» у номінації «Информационно-деловой телеканал»
- 2015 рік — Подяка Міністерства оборони України за оперативне висвітлення подій в зоні проведення АТО

## Власники
У серпні 2011 року 70 % акцій «ESG» було продано кіпрській компанії «Multimedia Ltd», і за інформацією прес-служби компанії, саме Юрій Каплуненко продав свою частку у «ESG». Кінцеві власники кіпрської компанії «Multimedia Ltd» невідомі, але, за припущеннями тогочасного гендиректора телеканалу «ТВі» Миколи Княжицького, власники не змінювались і продаж був формальністю, покликаною убезпечитися від звинувачень у зловживанні та переведенні коштів через офшор.
У 2012 році власниками каналу були українська компанія ТОВ «ES Group» (укр. ЄС Продакшен груп). За даними Державного реєстру телерадіоорганізацій власниками ТОВ «ЄС Продакшен груп» станом на 2011 рік були Каплуненко Юрій Володимирович та Юраков Олександр Дмитрович.
У червні 2013 року телеканал UBR придбав Ігор Гужва з наміром переформатувати до кінця року у цілодобовий новинний канал, змінивши назву на «Вести TV», чого так і не сталося. Телеканал приєднали до медіа-холдингу «Мультимедіа-інвест груп», у який також входять щоденна безкоштовна газета «Вести», тижневий журнал «Вести. Репортёр», «Радио Вести» та сайт vest-ukr.com